# Vàlovo
Vàlovo (en rus: Валово) és un poble de l'óblast de Vladímir, a Rússia, segons el cens del 2012 tenia 5 habitants. Pertany al districte municipal de Múrom.